# Cima del Lago (Monti Sibillini)
La Cima del Lago, montagna alta 2.422 m s.l.m., del massiccio montuoso dei Monti Sibillini (gruppo montuoso del Monte Vettore), posta sul confine tra Marche ed Umbria, all'interno del Parco nazionale dei Monti Sibillini, Comune di Montemonaco, affaciandosi verso est nord-est sul Lago di Pilato e Monte Vettore, mentre ad ovest nord-ovest sul Pian Grande di Castelluccio di Norcia.

## Descrizione

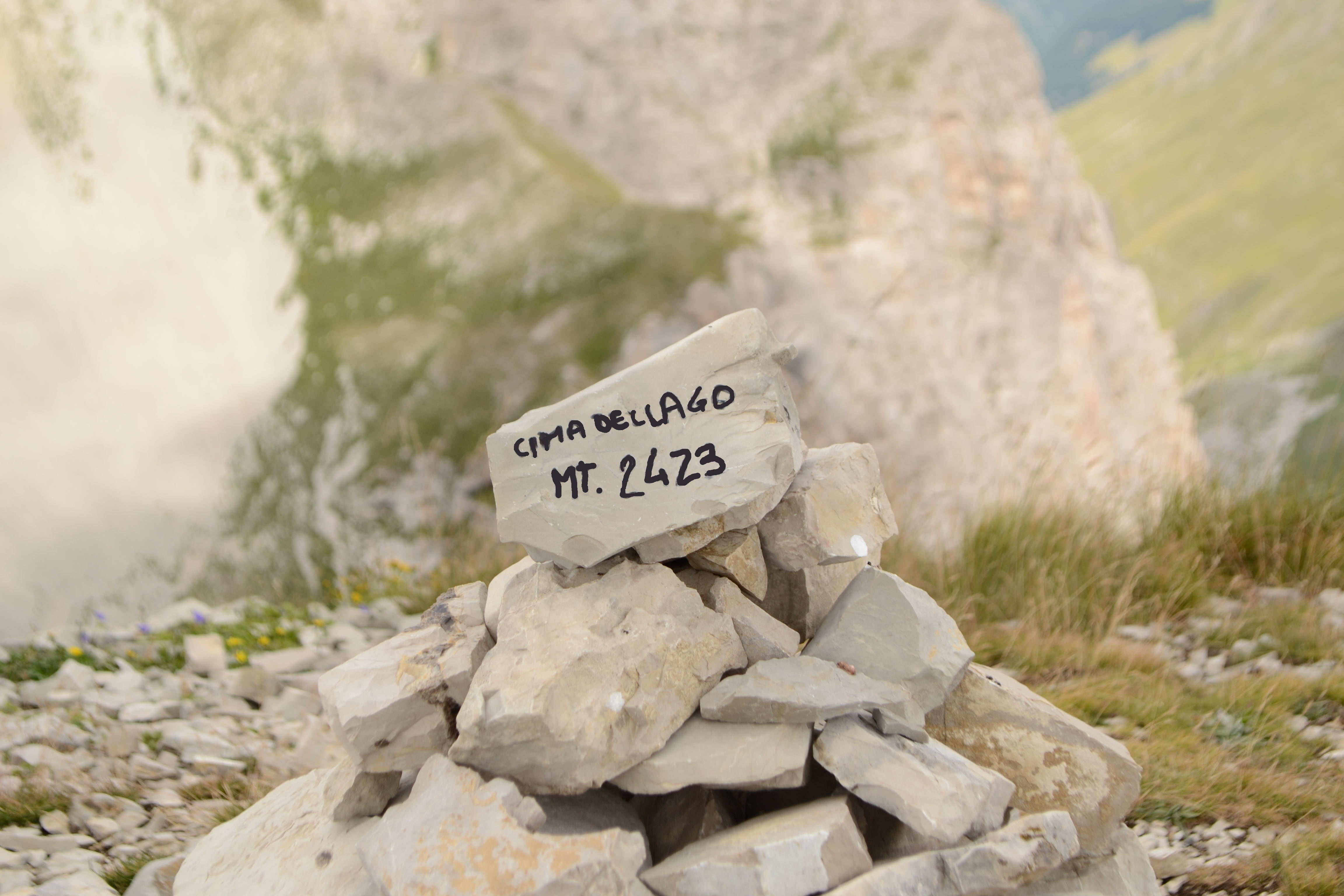
Vetta di Cima del Lago.

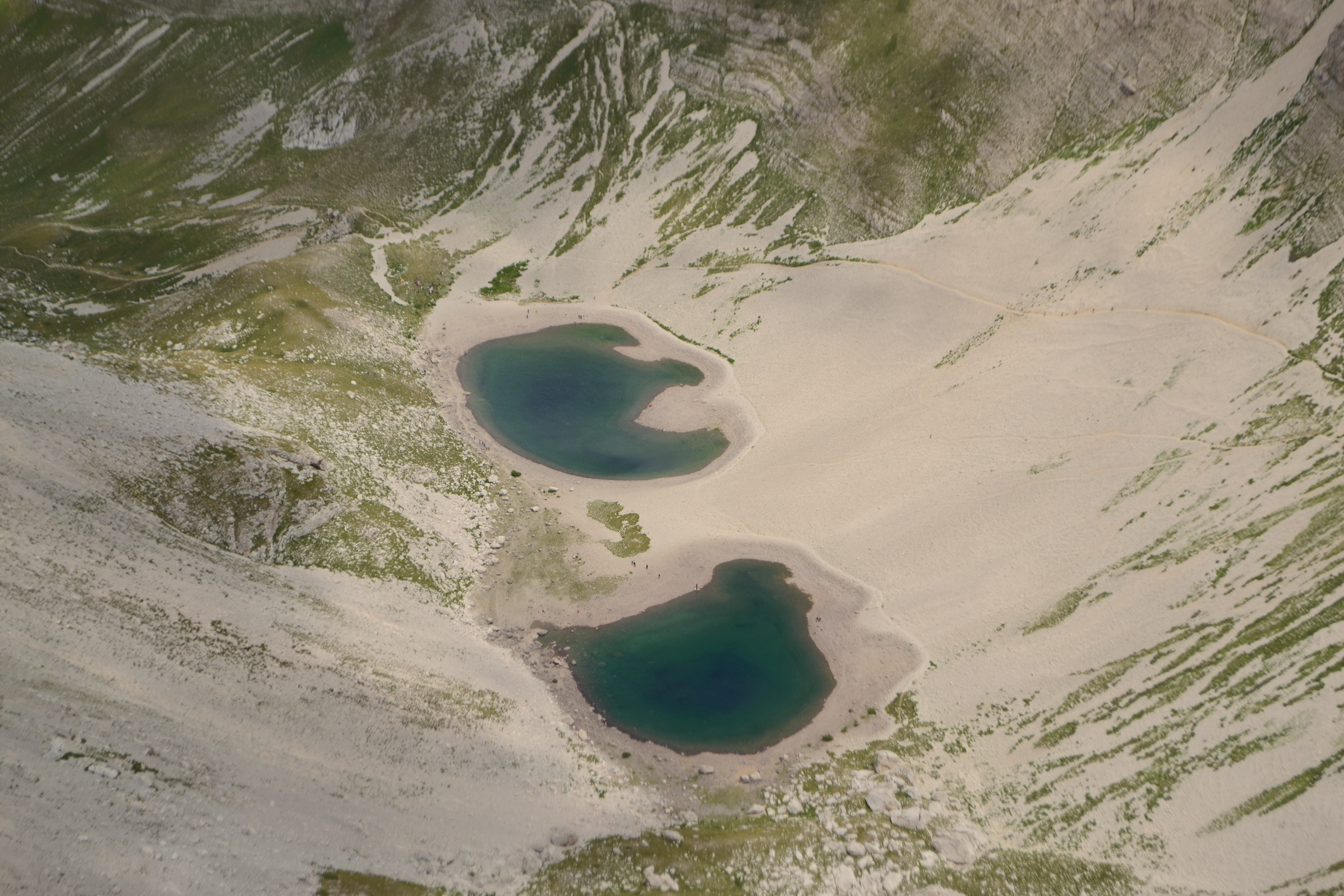
Lago di Pilato visto da Cima del Lago.

Il monte deve questo nome alla sua posizione panoramica sul Lago di Pilato. Infatti solo da questa cima è possibile vedere dall'alto l'intera estensione del lago. Costituisce insieme allo stesso Vettore e Punta di Prato Pulito la vetta più a sud di un arco montuoso che ha una caratteristica forma ad "U" ai cui piedi si estende la Valle del Lago. Di soli 53 metri più basso del Vettore è una delle cime più elevate del Parco Nazionale dei Monti Sibillini, nel Comune di Montemonaco.